# Phân tử sinh học

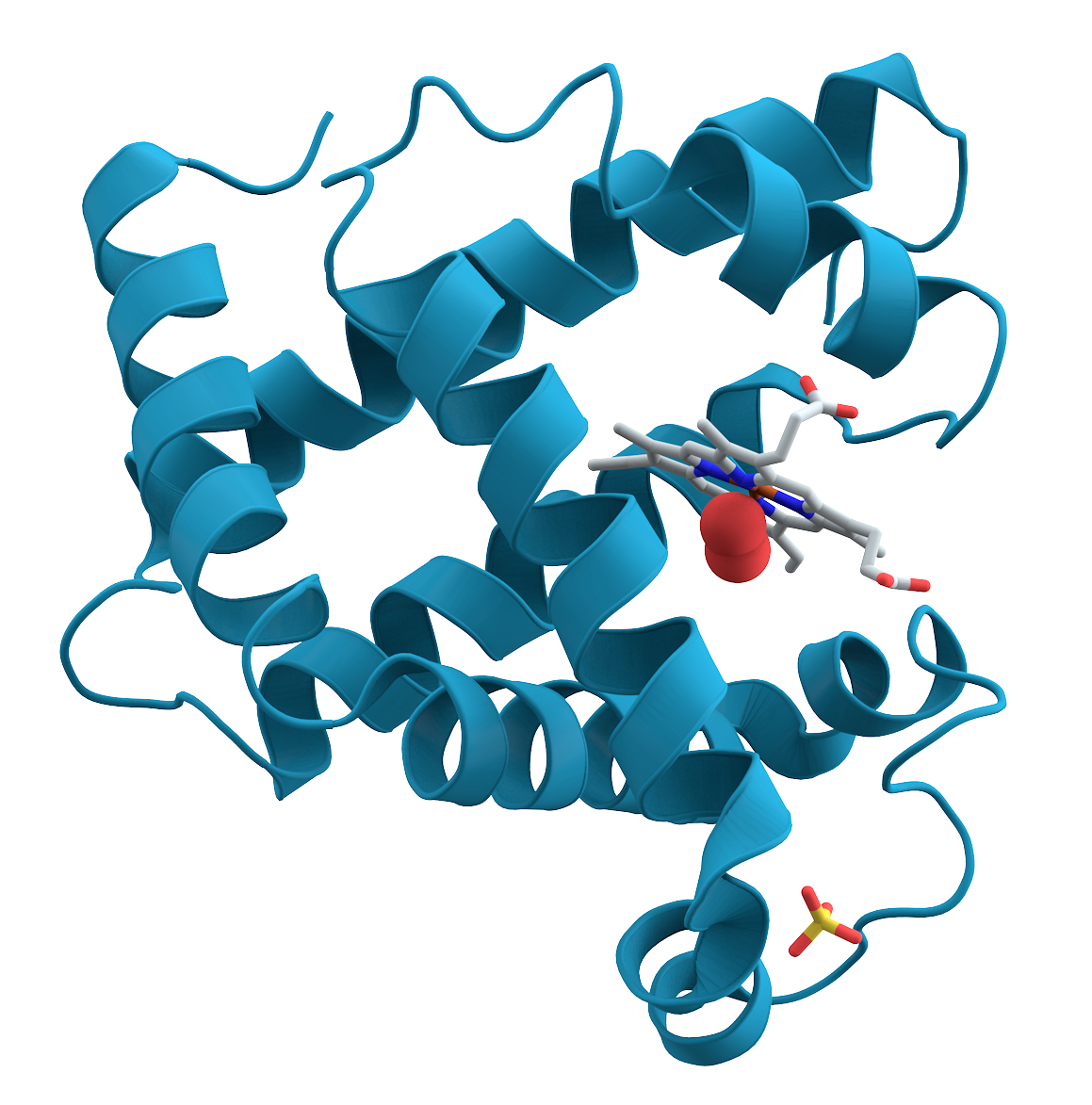
Minh họa cấu trúc 3D của myoglobin, cấu trúc xoắn alpha được tô màu. Protein này lần đầu tiên được nhận dạng cấu trúc bằng phương pháp tinh thể học tia X bởi Max Perutz và Sir John Cowdery Kendrew năm 1958, nhờ đó họ được trao giải Nobel Hóa học.

Phân tử sinh học là bất kỳ phân tử hữu cơ được sản xuất bởi một sinh vật sống, hay từ các tế bào bao gồm các phân tử lớn như đại phân tử protein, polysaccharides, và axit nucleic, cũng như các phân tử nhỏ như metabolit, metabolit thứ cấp, và các sản phẩm tự nhiên. Tên gọi chung cho lớp của các phân tử là một chất hữu cơ.
Các phân tử hữu cơ, phân tử sinh học bao gồm chủ yếu là cacbon và hydro, nitơ và oxy, và với một mức độ nhỏ hơn, phosphor và lưu huỳnh. Các nguyên tố khác đôi khi được kết hợp với phân tử hữu cơ, nhưng ít phổ biến hơn.

## Các loại phân tử sinh học
Có nhiều loại phân tử sinh học khác nhau, bao gồm:
- Phân tử nhỏ:
  - Lipid, phospholipid, glycolipid, sterol, glycerolipid
  - Vitamin
  - Hormone, neurotransmitter
  - Metabolit
- Monomer, oligomer và polymer:

| Biomonomer      | Bio-oligomer    | Biopolymer                                                                               | Quá trình polymer hóa | Liên kết cộng hóa trị giữa các monomer |
| --------------- | --------------- | ---------------------------------------------------------------------------------------- | --------------------- | -------------------------------------- |
| Amino acid      | Oligopeptide    | Polypeptide, protein (hemoglobin...)                                                     | Polycondensation      | Liên kết peptide                       |
| Monosaccharides | Oligosaccharide | Polysaccharide (cellulose...)                                                            | Polycondensation      | Liên kết glycosidic                    |
| Isoprene        | Terpene         | Polyterpene: cis-1,4-polyisoprene natural rubber and trans-1,4-polyisoprene gutta-percha | Polyaddition          |                                        |
| Nucleotide      | Oligonucleotide | Polynucleotide, nucleic acid (DNA, RNA)                                                  |                       | Liên kết phosphodiester                |